# Giải Mai Vàng 2008
Lễ trao giải Mai Vàng lần thứ 16–2008 do báo Người lao động tổ chức đã diễn ra tại Nhà hát Hoà Bình vào lúc 20 giờ (UTC+7) ngày 18 tháng 1 năm 2008. Chương trình được dẫn bởi Thanh Bạch và Quỳnh Hương, và được truyền hình trực tiếp trên kênh HTV9.

## Giải thưởng và đề cử
(Đề cử đoạt giải được in đậm)
| Nam ca sĩ nhạc nhẹ | Nữ ca sĩ nhạc nhẹ |
| --- | --- |
| - Đàm Vĩnh Hưng – "Qua cơn mê" - "Đành thôi người ơi" - Đan Trường – "Anh vẫn đợi chờ" - Tuấn Hưng – "Cầu vòng khuyết" - Hà Anh Tuấn – "Tôi đang sống" - Đức Tuấn – "Tình ca phố"                              | - Mỹ Tâm – "Hơi ấm ngày xưa" - Hồ Ngọc Hà – "Trót yêu anh rồi" - Lưu Hương Giang – - Hồ Quỳnh Hương – "Và em đợi anh" - Phương Vy – "Chuyện người con gái” |
| Ca sĩ hát nhạc âm hưởng dân ca | Nhóm hát |
| - Cẩm Ly – "Mình ơi" - Trọng Tấn – - Ngọc Khuê – "Bà tôi" - Tùng Dương – "Con cò" - Quang Linh – "Ông lái đò"                                                                                                  | - 5 Dòng Kẻ – "Giọt mưa" - Mặt Trời Mới – - Mặt Trời Đỏ – |
| Nhạc sĩ | Đạo diễn ca nhạc |
| - Nguyễn Hồng Thuận – "Tình yêu diệu kỳ" - "Hơi ấm ngày xưa" - Hồ Hoài Anh – - Đỗ Bảo – - Đức Trí – - Minh Thư –                                                                                               | - Huỳnh Phúc Điền – Duyên dáng Việt Nam 19 - Liveshow Mỹ Tâm: Sóng đa tần - Liveshow Quang Dũng: Love story - Phạm Hoàng Nam - Minh Vy - Đinh Anh Dũng |
| Nam diễn viên điện ảnh – truyền hình | Nữ diễn viên điện ảnh – truyền hình |
| - Việt Anh – Chạy án - Gia tài bác sĩ (vai Thanh Long - Lộc) - Chi Bảo – Cô gái xấu xí (vai An Long) - Hiếu Hiền – Bỗng dưng muốn khóc (vai Hìu) - Johnny Trí Nguyễn – Nụ hôn thần chết (vai Thần chết Du)     | - Thanh Hằng – Nụ hôn thần chết (vai An An) - Tăng Thanh Hà – Bỗng dưng muốn khóc (vai Trúc) - Trịnh Kim Chi – Một ngày không có em (vai Hươu) - Phi Thanh Vân – Cô gái xấu xí (vai Phương Trinh)                                                                               |
| Nam diễn viên cải lương | Nữ diễn viên cải lương |
| - Minh Vương – Lá sầu riêng (vai Hoàng) - Minh Thuận – Chuyện tình Lan và Điệp (vai Điệp) - Kim Tử Long – Chiếc áo thiên nga (vai Trọng Thuỷ) - Vũ Luân – Chiếc áo thiên nga (vai An Dương Vương)              | - Lệ Thuỷ – Lá sầu riêng - Tô Ánh Nguyệt - Sông dài (vai Diệu - Nguyệt - Kim Sa) - Cẩm Ly – Chuyện tình Lan và Điệp (vai Lan) - Thoại Mỹ – Chiếc áo thiên nga (vai Mỵ Châu) - Tú Sương – Tấm Cám - Chiếc áo thiên nga (vai Tấm - Mỵ Châu)                                       |
| Nam diễn viên kịch nói | Nữ diễn viên kịch nói |
| - Hoà Hiệp – Nước mắt người điên (vai Thắng) - Thành Lộc – Lá cờ thuê sáu chữ vàng (vai Trần Quốc Toản) - Huy Khánh – Sát thủ hai mảnh (vai Chàng trai) - Trí Quang – Bạch Tuyết và bảy chú lùn (vai Hoàng tử) | - Tuyết Thu – Đôi bờ (vai Hạ) - Xuân Lan – Sát thủ hai mảnh (vai Cô gái áo vàng) - Hồng Ánh – Sát thủ hai mảnh (vai Cô gái áo đỏ) - Thanh Vân – Nước mắt người điên (vai Dung) - Kim Huyền – Nước mắt người điên (vai Bà mẹ) - Ái Như – Người điên trong ngôi nhà cổ (vai Uyên) |
| Người dẫn chương trình truyền hình | Diễn viên hài |
| - Quyền Linh – Vượt lên chính mình - Đỗ Thuỵ – Ngôi nhà mơ ước - Thu Uyên – Như chưa hề có cuộc chia ly - Quỳnh Hương – Thay lời muốn nói                                                                      | - Mạnh Tràng – Hồn ma báo oán - Thành Lộc – Hợp đồng mãnh thú - Hoài Linh – Cưới liều - Bảo Trí – Niềm tin bị đánh cắp - Việt Anh – Nhà trọ tình yêu |
| Nhà thiết kế thời trang | Chương trình truyền hình |
| - Võ Việt Chung – Hoa hậu Hoàn Vũ 2008 và Ngọc Viễn Đông - Thuận Việt – Rực rỡ phương Đông - Mai Lâm – Tiếng đồn - Sĩ Hoàng – Hoa hậu Hoàn Vũ 2008                                                             | - Vượt lên chính mình (HTV) - Ngôi nhà mơ ước (HTV) - Như chưa hề có cuộc chia ly (VTV) - Thay lời muốn nói (HTV) |
| Đạo diễn điện ảnh | Đạo diễn sân khấu |
| - Vũ Ngọc Đãng – Bỗng dưng muốn khóc - Nguyễn Quang Dũng – Nụ hôn thần chết - Nguyễn Minh Cao – Gia tài bác sĩ                                                                                                 | - Lê Thuỵ – Chuông vàng vọng cổ - Vũ Minh – Sát thủ hai mảnh, Hợp đồng mãnh thú - Hồng Vân – Nước mắt người điên |

## Khách mời trao giải
| Thứ tự | Khách mời                        | Giải thưởng                             |
| ------ | -------------------------------- | --------------------------------------- |
| 1      | Nguyễn Thị Thu Hà                | Chương trình truyền hình                |
| 2      | Hữu Luân, Trương Ngọc Ánh        | Người dẫn chương trình truyền hình      |
| 3      | Võ Việt Chung, Phi Thanh Vân     | Nhà thiết kế                            |
| 4      | Johnny Trí Nguyễn, Ngô Thanh Vân | Đạo diễn điện ảnh - truyền hình         |
| 5      | NSƯT Thành Lộc, Hồng Ánh         | Nam/Nữ diễn viên điện ảnh - truyền hình |
| 6      | Hữu Châu, Mai Phương Thuý        | Đạo diễn sân khấu                       |
| 7      | NSƯT Bảo Quốc, Thanh Thuỷ        | Diễn viên hài                           |
| 8      | NSƯT Việt Anh, NSƯT Kim Xuân     | Nam/Nữ diễn viên cải lương              |
| 9      | Việt Anh, Xuân Lan               | Nhạc sĩ                                 |
| 10     | Đàm Vĩnh Hưng, Hồ Ngọc Hà        | Đạo diễn ca nhạc                        |
| 11     | Vân Sơn                          | Nhóm hát                                |
| 12     | Lê Quang, Thanh Hằng             | Ca sĩ hát nhạc âm hưởng dân ca          |
| 13     | NSƯT Tạ Minh Tâm, Võ Hoàng Yến   | Nam/Nữ ca sĩ nhạc nhẹ                   |

## Trình diễn đặc biệt
| Thứ tự | Nghệ sĩ       | Màn trình diễn                                      |
| ------ | ------------- | --------------------------------------------------- |
| 1      | Nhóm Đức Dậu  | Hòa tấu                                             |
| 2      | 5 Dòng Kẻ     | "Hoa xuân ca" (Sáng tác: Trịnh Công Sơn)            |
| 3      | Hà Anh Tuấn   | "Ru em xuân về" (Sáng tác: Nhật Trung)              |
| 4      | Mặt Trời Mới  | "Mùa xuân non cao" (Sáng tác: Đinh Hà Linh)         |
| 5      | Hồ Ngọc Hà    | "Mùa xuân yêu thương" (Lời Việt: Hồ Ngọc Hà)        |
| 6      | Đàm Vĩnh Hưng | "Đón xuân này tôi nhớ xuân xưa" (Sáng tác: Minh Kỳ) |